# Tramuntana
|  | Aquest article tracta sobre el vent. Vegeu-ne altres significats a «Tramuntana (desambiguació)». |

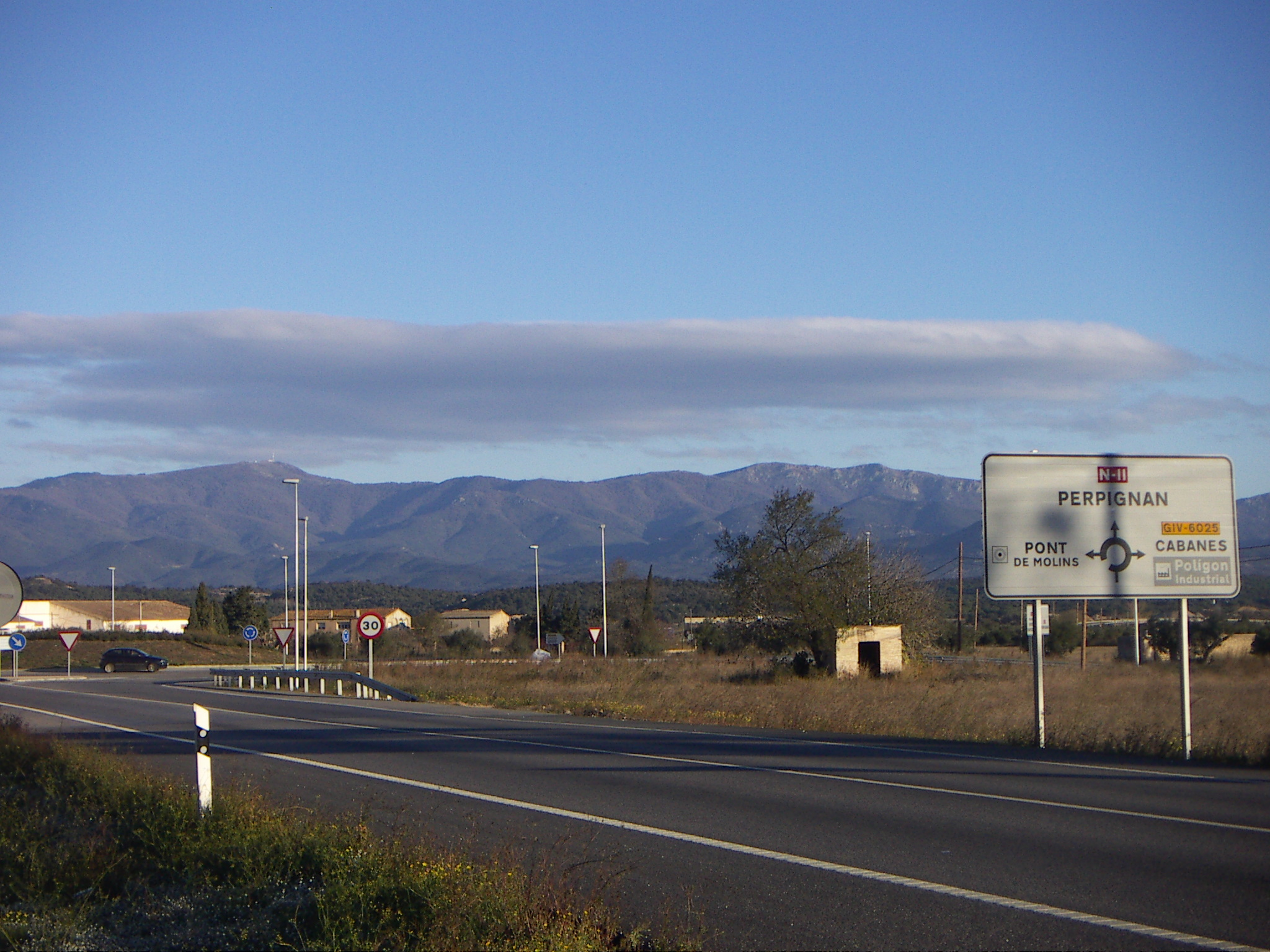
Característic núvol de tramuntana sobre Requesens i el puig Neulós a la serralada de l'Albera.

La tramuntana és un vent fort i fred que ve del nord, d'origen polar, usant el nord dels Pirineus i el sud-oest del Massís Central com a zona d'acceleració. La seva velocitat ha arribat a superar els 200 km/h.
Quan bufa aquest vent el cel sol presentar un blau puríssim. Aquest nom apareix ja a les obres de Llull amb les formes "tremuntana" o "tremontana". Procedeix del llatí transmontanus-i ("d'enllà de les muntanyes").
D'acord amb la mitologia grega, Bòreas era la personificació del vent del nord.
La tramuntana es fa particularment present a la Plana del Rosselló a Catalunya Nord, a la comarca de Catalunya de l'Empordà i a l'illa de Menorca (Illes Balears), i són nombroses les referències literàries i artístiques a aquest vent. Josep Pla o Salvador Dalí, han contribuït de manera decisiva a bastir un referent mític per aquest vent. El poeta empordanès Carles Fages de Climent va escriure l'oració al Crist de la Tramuntana, molt popular a l'Empordà. Joan Maragall qualificar l'Empordà com a Palau de Vent. Ventura Gassol li dedicà una estrofa del seu poema El Crist dels Vents

## Navegació amb Tramuntana
El vent de tramuntana és relativament freqüent als Països Catalans, especialment durant els mesos d'hivern. Hi ha dues zones bastant diferenciades quant a la incidència d'aquest vent: a l'est i a l'oest del meridià que passa pel Cap de Creus - Cap de Formentor. A l'oest d'aquest meridià, tret del Rosselló, l'Alt Pirineu i la plana empordanesa, la tramuntana és un vent fred que difícilment passa de moderat (ja que l'orografia pirinenca actua de pantalla) i no excessivament humit, que pot portar pluges que difícilment passen de febles. En ser un vent de terra, tota la costa del Principat proporciona recer d'aquest vent i no hi sol alçar temporals importants. Tanmateix, a l'est d'aquest meridià, la situació és ben diferent, ja que ni la costa ni l'orografia ofereixen cap recer; aleshores, en aquest sector la tramuntana és un vent molt intens que pot assolir amb relativa facilitat velocitats properes als 100 km/h, alhora que alça temporals marítims molt importants i molt perillosos per a la navegació.
A les Illes Balears, aquest mateix meridià suara esmentat fa que es pugui parlar de dues zones ben diferenciades: a l'oest, l'efecte de recer del Pirineu i de la Serra de Tramuntana mallorquina fan que la tramuntana amb prou feines es percebi a la Badia de Palma, on és un vent fluix i terral. En canvi, a l'est, a tota la Badia d'Alcúdia i especialment a la zona de la Península d'Artà i sobretot a Menorca, la tramuntana és un vent violent i amb molt de recorregut marítim que alça temporals molt importants a tota la costa compresa entre sa Dragonera - Cap de Formentor - Cap de Capdepera i tota la costa Nord de Menorca, entre Punta Nati i la Mola del Port de Maó. Abundants naufragis en aquesta costa així ho testimonien, i també per això és una costa molt abalisada, amb vuit fars importants a Mallorca entre sa Dragonera i el Cap de Capdepera (Cap de Llebeig i Cap de Tramuntana a sa Dragonera, Cap Gros i Punta de sa Creueta al Port de Sóller, Cap de Formentor i Punta de l'Avançada a Pollença, Illa d'Alcanada a Alcúdia i Cap de Capdepera a Capdepera), i tres més a la costa nord menorquina (Punta Nati a Ciutadella de Menorca, Cap de Cavalleria a es Mercadal i Cap de Favàritx a Maó). La costa sud de Menorca i l'àrea compresa entre el Cap de Capdepera - Cap de ses Salines i sa Dragonera ofereixen recers importants per a aquest vent. La tramuntana és un vent dur igualment al Freu de Cabrera, ja que, a més de penetrar una mica al Port de Cabrera, dificulta la navegació cap a la costa mallorquina, tot i que, en tenir poc recorregut marítim, no alça temporals importants.
També a l'illa de Mallorca hi ha una serralada que du aquest nom: la serra de Tramuntana.